# Rossi Pioneer
 (mars 2021).
La mise en forme du texte ne suit pas les recommandations de Wikipédia : il faut le « wikifier ».
Les points d'amélioration suivants sont les cas les plus fréquents :
- Les titres sont pré-formatés par le logiciel. Ils ne sont ni en capitales, ni en gras.
- Le texte ne doit pas être écrit en capitales (les noms de famille non plus), ni en gras, ni en italique, ni en « petit »…
- Le gras n'est utilisé que pour surligner le titre de l'article dans l'introduction, une seule fois.
- L'italique est rarement utilisé : mots en langue étrangère, titres d'œuvres, noms de bateaux, etc.
- Les citations ne sont pas en italique mais en corps de texte normal. Elles sont entourées par des guillemets français : « et ».
- Les listes à puces sont à éviter, des paragraphes rédigés étant largement préférés. Les tableaux sont à réserver à la présentation de données structurées (résultats, etc.).
- Les appels de note de bas de page (petits chiffres en exposant, introduits par l'outil «  Source ») sont à placer entre la fin de phrase et le point final[comme ça].
- Les liens internes (vers d'autres articles de Wikipédia) sont à choisir avec parcimonie. Créez des liens vers des articles approfondissant le sujet. Les termes génériques sans rapport avec le sujet sont à éviter, ainsi que les répétitions de liens vers un même terme.
- Les liens externes sont à placer uniquement dans une section « Liens externes », à la fin de l'article. Ces liens sont à choisir avec parcimonie suivant les règles définies. Si un lien sert de source à l'article, son insertion dans le texte est à faire par les notes de bas de page.
- La présentation des références doit suivre les conventions bibliographiques. Il est recommandé d'utiliser les modèles {{Ouvrage}}, {{Chapitre}}, {{Article}}, {{Lien web}} et/ou {{Bibliographie}}. Le mode d'édition visuel peut mettre en forme automatiquement les références.
- Insérer une infobox (cadre d'informations à droite) n'est pas obligatoire pour parachever la mise en page.

Pour une aide détaillée, merci de consulter Aide:Wikification.
Si vous pensez que ces points ont été résolus, vous pouvez retirer ce bandeau et améliorer la mise en forme d'un autre article.

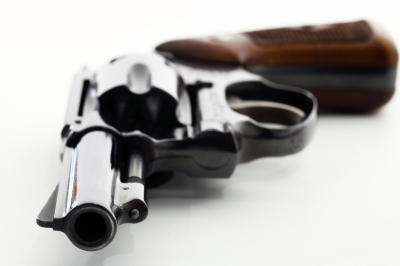
Un Rossi Pioneer nickelé vue de face

Le revolver brésilien Rossi Pioneer est une variante du S&W Chiefs Special.  Concurrent du Taurus 85, son successeur fut le  duo Rossi 272/872.

## Présentation
Sa fabrication par Amadeo Rossi SA dura entre 1965 et 1995. Le canon est léger. La crosse est en bois exotique dur. Il est construit en acier  au carbone avec une finition bronzée ou chromée pour le M27 et en inox pour le M87. La visée est fixe.

## Variantes
La gamme Pioneer comportait  les:
- Rossi M27 avec canon de 51 mm
- Rossi M87 avec canon de 51 mm construit en acier inox avec crosse en élastomère.
- Rossi M31 avec canon de 76 mm.
- Rossi M88 avec canon de 76 mm construit en acier inox avec crosse en élastomère.
- Rossi M33 avec canon de 100 mm
- Rossi M881 avec canon de 100 mm construit en acier inox avec crosse en élastomère.

## Diffusion
Le  révolver Rossi Pioneer arma les policiers brésiliens des années 1960 au 1980 et  grecs.Il fut vendu en grand nombre en Amérique latine  au Canada et aux États-Unis sur le marché de la défense personnelle.

## Dans la culture populaire
Moins connu que le Taurus 85, le Rossi Pioneer est souvent visible dans des films brésiliens ou des séries TV produites par TV Globo ou tournées en Amérique du Sud.

## Fiche technique Rossi Pioneer
- Munition : .38 Special
- Fonctionnement : double action
- Longueur du canon : 51 (M27) 76( M31) ou 100 mm (M33)
- Longueur  de l'arme: 160 (M27)),  185 ( M31) ou 210 mm (M33)
- Masse de l'arme vide : 570 (M27) 590( M31) ou 630 g (M33)
- Barillet : 5 coups

## Fiche technique Rossi 87
- Munition , fonctionnement et capacité du barillet : idem au Pioneer
- Longueur du canon : 51 mm
- Longueur de l'arme : 175 mm
- Masse de l'arme : 630 g

## Quelques autres revolvers de la marque Rossi
- Rossi 971/972 .357 Magnum
- Rossi  “Princess” (.22 LR)
- Rossi R461/R462 .357 Magnum
- Rossi R351/352 .38 Special
- Rossi R851 .38 Special
- Rossi Lady Rossi .38 Special

## Sources et bibliographie francophone
Cette notice est issue de la lecture des revues  et ouvrages spécialisés  de langue française suivantes :
- R. Caranta,« Le revolver Rossi 27 Pioneer », Cibles N° 100 (Avril 1979)
- I. V. Hogg, Le grand livre des pistolets du monde entier, Editions De Vecchi, 1988.
- M. Bottreau,« Le revolver Rossi Modèle 87 en cal. 38 Spécial », Action Guns N° 191 (Septembre 1996)
- A.E. Hartink, L'Encyclopédie des pistolets et revolvers, Maxi-Livres éditions, 2004 (édition française d'un livre néerlandais).
- « Rossi modèle 87 » sur l'Encyclopédiedesarmes.Com